# Oberwolfach
Oberwolfach est une commune du Land du Bade-Wurtemberg, en Allemagne. Elle est surtout connue pour abriter l'institut de recherches mathématiques d'Oberwolfach.

## Géographie
La commune se situe entre 270 et 948 mètres d'altitude, en pleine Forêt-Noire, sur la rivière Wolf.